# پناهگاه حیات وحش سمسکنده
پناهگاه حیات وحش سمسکنده یک پناهگاه حیات وحش با مساحت ۱۰۴۲ هکتار است که در استان مازندران در ایران قرار دارد. این پناهگاه حیات وحش طبق مصوبهٔ شمارهٔ ۵۷۴ در تاریخ ۱۳۵۴/۵/۲۱ در فهرست مناطق تحت حفاظت سازمان محیط زیست ایران قرار گرفت.
سایت تکثیر در اسارت گوزن قرمز (مرال) در پناهگاه حیات‌وحش سمسکنده ساری در آذر ماه ۱۳۸۶ به منظور افزایش جمعیت گله‌های وحشی این گونه جانوری ارزشمند برای نخستین بار در کشور راه‌اندازی شد و با انتقال پنج راس مرال (۲ نر و سه ماده) از قرق گلستان آغاز به کار کرد.